# E-learning
E-learning lub e-nauka – nauczanie lub szkolenia przy użyciu technologii informatycznej. Oznacza wspomaganie procesu dydaktycznego za pomocą komputerów osobistych, smartfonów, tabletów (m-learning) i Internetu. Pozwala na ukończenie kursu, szkolenia, a nawet studiów bez konieczności fizycznej obecności w sali wykładowej. Uzupełnia również tradycyjny proces nauczania, budując blended learning.
Termin e-learning, tak jak i techniki uczenia się oraz technologie kształcenia, odnosi się do stosowania w nauczaniu technologii elektronicznej w o wiele szerszym zakresie niż w ramach tradycyjnych szkoleń komputerowych, czy też nauczania wspomaganego komputerowo z połowy lat 80. Jest również o wiele szerszy od pojęć nauczania i edukacji online, które oznaczają nauczanie tylko przez sieć internetową. W przypadku zastosowania technologii mobilnych, częściej używane jest pojęcie m-learningu.
W odróżnieniu od tradycyjnych metod nauki w e-lerningu główny ciężar nauki spoczywa na uczącym się, a nie na nauczycielu.
E-learning służy nauczaniu na odległość oraz nauczaniu elastycznemu. Często jest łączony z tradycyjnym nauczaniem w formie kursów mieszanych.
Dostęp do zautomatyzowanych narzędzi oraz materiałów dydaktycznych umożliwia typowe środowisko e-learningowe Virtual Learning Environment (VLE) z menu nawigacyjnym i ikonami.
Szczególnie w szkolnictwie wyższym wzrasta tendencja do tworzenia środowisk VLE, które w połączeniu z systemami kontroli informacji (Managed Informaton System, MIS), tworzą system kontroli środowiska e-learningowego (Managed Learning Environment). W środowiskach tych wszelkie informacje związane z kursem przekazywane są poprzez interfejs użytkownika zgodny ze standardami obowiązującymi na uczelni.
Coraz więcej tradycyjnych szkół wyższych, jak również młodszych szkół wyższych online, oferuje przez internet wybrane programy dyplomowe na wielu poziomach i w wielu dziedzinach. Zazwyczaj studenci zobowiązani są do uczęszczania na zajęcia, jednak wiele kursów jest udostępnianych wyłącznie online. Ponadto, coraz częściej uczelnie oferują studentom wsparcie online np. w formie informacji i rejestracji w sieci, e-doradztwa, sprzedaży podręczników przez Internet, stron samorządów czy gazet studenckich online.
Rozwija się oferta masowych otwartych kursów online (ang. massive open online courses – MOOC), które pozwalają zdalnie i bezpłatnie brać udział w wybranym akademickim kursie, czasem zakończonym egzaminem. Nie jest przy tym wymagany status studenta uczelni wyższej. W Polsce pierwsza platforma MOOC, Copernicus College, powstała w 2014 w Krakowie.
E-learning może również odnosić się do edukacyjnych stron internetowych, udostępniających np. scenariusze lekcji, arkusze ćwiczeniowe, czy interaktywne ćwiczenia dla dzieci. Pojęcie to jest również używane w biznesie w odniesieniu do opłacalnych szkoleń online.

## Tworzenie skutecznego środowiska nauczania online
Przeprowadzono wiele badań, w celu określenia skuteczności nauczania online. Wyniki tych badań nie są jednoznaczne. Mimo wszystko istnieje przekonanie, że kursy online mają istotny wpływ na sukcesy uczniów.
Podstawowe elementy skutecznego kursu online to:
- Jak w każdym środowisku nauczania, znajomość uczestników kursu.
- Tworzenie kursu na podstawie jasno sprecyzowanych celów i zaznajomienie z nimi studentów.
- Zwrócenie szczególnej uwagi na opracowanie graficzne kursu – wygląd nie jest najważniejszy; układ graficzny kursu powinien ułatwiać nawigację i naukę; trzeba też zwrócić uwagę na realne możliwości studentów jak znajomość obsługi komputera, a w przypadku zamieszczania plików audio, video lub linków do stron internetowych również na ograniczenia sprzętowe.
- Zapewnienie ducha współpracy poprzez obowiązkowy podział zadań między studentów i nauczycieli, umożliwienie konstruktywnej krytyki, odpowiednią motywację i dostarczenie narzędzi, które pozwolą na dokonanie oceny w odpowiednim czasie.
- Elastyczne środowisko nauki – dostosowane do indywidualnych potrzeb studentów, ich zainteresowań oraz priorytetów, które nie mogą jednak stać się celem samym w sobie; wiedza musi być udoskonalana w czasie rzeczywistym i dostosowana do potrzeb edukacyjnych.
- Dostępność serwisu technicznego, aby szkolić i zapewniać stałe wsparcie techniczne zarówno dla uczniów, jak i nauczycieli.
- Zamieszczenie linków i listy zasobów, umożliwiających poszerzanie podstawowego zakresu wiadomości.
- Stałe aktualizowanie informacji na stronach poświęconych szkoleniom online.

## Wady i zalety
Do zalet e-learningu często zalicza się:
- dowolny czas pracy i wygodę uczniów (szczególnie, jeśli mają oni jeszcze inne zobowiązania),
- ułatwienie komunikacji między uczniami,
- lepsze dopasowanie do potrzeb uczniów,
- większe urozmaicenie nauki dzięki zastosowaniu multimediów i niewerbalnej prezentacji materiału,
- nauka we własnym tempie,
- zminimalizowanie strachu i nieśmiałości, które mogłyby pojawić się w tradycyjnej klasie,
- e-learning jest rodzajem kursu indywidualnego, w związku z czym lektor nadzoruje naukę każdego ucznia z osobna, co w realiach szkoły tradycyjnej jest znacznie utrudnione, o ile nie niemożliwe,
- umożliwia samodzielne wybranie preferowanego formatu dostarczania wiedzy,
- użycie technik wideo umożliwia uczenie się za pomocą materiału audiowizualnego, który można zatrzymać i przewinąć w celu ponownego obejrzenia,
- w porównaniu z tradycyjnymi zajęciami w klasie, e-learning przynosi duże zyski organizacjom z rozproszonymi i ciągle zmieniającymi się uczniami (np. personel restauracji).
- relacje międzyludzkie są rozwijane zdalnie przy zastosowaniu komunikatorów audio-wideo typu Skype, forów dyskusyjnych, czatów, blogów, poczty elektronicznej lub innych synchronicznych czy asynchronicznych środków komunikacyjnych,
- fora dyskusyjne i inne formy elektronicznej komunikacji zdalnej mogą inicjować i zachęcać do kontaktów osobistych i tworzenia grup wzajemnej pomocy,
- e-learning jest zazwyczaj opłacalny i większość wkładu początkowego zwraca się dzięki efektowi skali,
- korzyści finansowe dla firm (brak honorarium trenera, brak kosztów wynajem ośrodka szkoleniowego, transportu, zakwaterowania, wyżywienia i tym podobnych, braku dezorganizacji pracy działów firmy),
- korzyści finansowe dla uczestników (brak kosztów dojazdów, zakwaterowania, noclegów),
- oszczędność czasu (brak dojazdów do miejsca szkolenia lub nauki; nie trzeba odrywać się od swoich codziennych zajęć),
- w firmie przełożeni mogą nadzorować efekty szkolenia i postępy w nauce swoich pracowników,
- koszt rozwoju sieci (w szczególności zwykłego oprogramowania) może być taki sam jak koszt specjalnych platform do e-learningu

Wady e-learningu opisywane są następująco:
- brak osobistego kontaktu z nauczycielem i w związku z tym, jak twierdzą niektórzy, nie jest on już „edukacyjny” w ujęciu czysto filozoficznym (np. według definicji R.S. Petersa, filozofa edukacji)
- wrażenie odosobnienia, którego doświadczają uczniowie uczący się na odległość,
- opracowanie materiałów w formie e-learningu jest bardziej czasochłonne niż opracowanie klasycznych drukowanych materiałów edukacyjnych.

## Rozwój e-learningu
Spośród organizacji, które wykorzystywały e-learning w latach 80., wymienić można: Zachodni Instytut Psychologii Behawioralnej (ang. Western Behavioral Sciences Institute), Instytut Technologii w Nowym Jorku (z ang. New York Institute of Technology), Elektroniczny System Wymiany Informacji (ang. Electronic Information Exchange System – EIES), Instytut Technologii w New Jersey (z ang. New Jersey Institute of Technology) oraz Zintegrowana Edukacja (z ang. Connected Education). W późniejszych latach również organizacja Niezależne Media Studenckie (z ang. Independent Student Media) opracowała roboczy program nauczania dla studentów realizowany za pomocą interaktywnego podręcznika online (z ang. Interactive Online Textbook).
Według raportu opracowanego przez Konsorcjum Sloan (z ang. Sloan Consortium), wiarygodne źródło informacji na temat szkolnictwa wyższego, do 2003 roku liczba studentów korzystających z platform e-learningowych w Stanach Zjednoczonych wyniosła ponad 1,9 mln.
Zaskakujący wzrost liczby użytkowników wynoszący obecnie około 25 procent w skali roku poważnie zmienił wcześniejsze statystyki.
Konsorcjum Sloan podaje, iż obecnie praktycznie wszystkie państwowe instytucje szkolnictwa wyższego, jak i przeważająca większość odpłatnych szkół wyższych oferuje zajęcia online. Dla porównania tego typu zajęcia są prowadzone zaledwie w połowie nieodpłatnych uczelni prywatnych. Raport Sloana opracowany na podstawie sondażu przeprowadzonego na najlepszych wyższych uczelniach dowodzi, że studenci są przynajmniej tak zadowoleni z zajęć online jak z kursów tradycyjnych. W miarę obniżania się kosztu wprowadzenia takiego systemu, uczelnie prywatne mogą bardziej zaangażować się w prezentacje online. Do pracy online ze studentami należy zatrudnić odpowiednio wyszkoloną kadrę, której członkowie muszą posiadać nie tylko odpowiednią wiedzę merytoryczną, ale też wysokie kwalifikacje w obsłudze komputera i internetu.
Popularna stała się również koncepcja tzw. Digital Native (osoba mająca styczność z technologią od najmłodszych lat). Z pewnością na przyszłość e-learningu wpływ będą miały różnice pokoleniowe, jednak w miarę wzrostu liczby dorosłych studentów będą one zanikać.
Ponadto, e-learning wykorzystuje uniwersalny charakter możliwości edukacji online.

## Podejścia pedagogiczne
Naturalnie, możliwe jest zastosowanie jakiegokolwiek pedagogicznego podejścia do e-learningu, jednak niektóre z nich są stosowane częściej niż inne. Dwa najbardziej powszechne to projektowanie instrukcji i pedagogika społeczno-konstruktywistyczna. Tę ostatnią w szczególności można zastosować, wykorzystując fora dyskusyjne, blogi, artykuły Wikipedii i inne zbiorowe projekty internetowe. Zdolność adaptacji do różnych stylów nauczania jest wciąż popularna w pewnych środowiskach.
Model Konwersacyjny Laurillarda jest również odpowiedni dla e-learningu, natomiast Model Pięciostopniowy autorstwa Gilly Salmon jest podejściem pedagogicznym do stosowania forów dyskusyjnych. Istnieją cztery fundamentalne podejścia pedagogiczne, które wpłynęły na strategię wobec pedagogiki wspieranej komputerowo, nauczania na odległość i które nadal wyznaczają główne zasady pedagogiki e-learningu
Kognitywizm skupia się zarówno na procesie kognitywnym w uczeniu się, jak i na działaniu mózgu
Emocjonalizm skupia się na emocjonalnych aspektach uczenia się, takich jak motywacja, zaangażowanie, zabawa itd.
Behawioryzm skupia się na umiejętnościach i behawioralnych rezultatach procesu uczenia się np. odgrywanie ról, zastosowanie (wiedzy?) w warunkach środowiska pracy
Kontekstualizm skupia się na środowiskowych i społecznych aspektach, które mogą stymulować proces uczenia się, takich jak kontakty międzyludzkie, wspólne szukanie rozwiązań oraz znaczenie wsparcia kolegów i pracy pod presją

## Narzędzia współczesnej edukacji – modele
1. Model korespondencyjny:
  - Materiały drukowane, skrypty, podręczniki
  - Lekcje nadawane przez radio lub telewizję
2. Model multimedialny:
  - Materiały drukowane
  - Lekcje na nośnikach audio
  - Lekcje na nośnikach wideo
  - Dydaktyczne programy komputerowe
3. Model teleedukacyjny synchroniczny:
  - Audiotelekonferencje
  - Wideotelekonferencje
  - Lekcje przez radio lub telewizję i audiotelekonferencje
4. Model teleedukacyjny asynchroniczny (wirtualny):
  - Interaktywne multimedia
  - Materiały prezentowane w sieciach Internet
  - Teleedukacja z komputerem i Internetem

## Możliwość ponownego wykorzystania, standardy, obiekty wiedzy
Włożono wiele wysiłku w ponowne wykorzystanie elektronicznych materiałów dydaktycznych, a w szczególności w opracowanie lub ponowne wykorzystanie obiektów wiedzy. Obiekty te są odrębnymi segmentami odpowiednio oznakowanymi słowami kluczowymi, lub innymi metadanymi, często przechowywanymi w plikach formatu XML. Żeby utworzyć kurs, należy połączyć ze sobą sekwencję obiektów wiedzy. Rozróżnia się repozytoria obiektów dydaktycznych z dostępem wolnym lub ograniczonym, zarówno zastrzeżone lub ogólnodostępne, niekomercyjne i komercyjne, weryfikowane przez użytkowników (np. repozytorium Merlot).
Standardowym typowym dla e-learningu formatem jest SCORM. Inne specyfikacje umożliwiają przenoszenie „obiektów wiedzy” (Schools Interoperability Framework) lub klasyfikację metadanych (LOM).
Standardy te są nowe, najstarszy z nich ma 8 lat, i stosunkowo wyspecjalizowane: SIF wykorzystuje się głównie do tworzenia kursów w szkołach podstawowych i średnich, LOM – w szkolnictwie wyższym, w biznesie i w armii, a SCORM – głównie w biznesie i wojsku oraz częściowo w szkolnictwie wyższym.
Rada ds. Standardów w Szkolnictwie Wyższym (the Post-Secondary Education Standards Council, PESC) również robi postępy w opracowywaniu standardów i obiektów dydaktycznych na potrzeby szkolnictwa wyższego, podczas gdy SIF zaczyna się zwracać ku obiektom szkoleniowym i programowym.
Szkolnictwo podstawowe i średnie w Stanach Zjednoczonych wykorzystuje również wiele innych istotnych standardów, najważniejsze z nich to standardy NCES. Standardy dotyczące zawartości i planów wynikowych opracowanych przez władze każdego ze stanów. Stanowią istotne metadane decydujące o kształcie kursów e-learningowych w szkołach podstawowych i średnich.

## Techniki komunikacji
Wyróżnia się asynchroniczne i synchroniczne techniki komunikacji. Do zadań asynchronicznych należą blogi, wikipedie czy fora dyskusyjne. Zadania synchroniczne polegają na jednoczesnym spotkaniu wszystkich uczestników kursu na czacie lub zajęciach wirtualnych.
Według Stephena Downesa, autora biuletynu oraz bardzo popularnego uaktualnianego codziennie bloga, termin eLearning 2.0 odnosi się do tworzenia blogów i Wikipedii.
Społeczność pisząca w internecie oraz kanały komunikacyjne są często związane ze społecznościami E-learningowymi oraz M-learningowymi. W obu przypadkach metody nauczania oparte są na podstawowych modelach nauczania oraz zadaniach związanych z uczestnictwem w sesjach e-learningowych w postaci wirtualnych spotkań, czy też tradycyjnych kursów wspomaganych komputerowo. Wiele zadań wymaga częstego spotykania się na sesjach czatowych w formie wirtualnych zajęć lub tworzenia czy komentowania blogów.
Coraz bardziej popularne stają się blogi, które omawiają różne style i techniki pisania.

## Wspomagany komputerowo system oceny i projekt nauczania
Wspomagany komputerowo system oceny (z ang. Computer-aided Assessment), rzadziej zwany również e-oceną, obejmujący zarówno komputerowe testy wielokrotnego wyboru, jak i bardziej zaawansowane formy testowania, staje się coraz bardziej powszechny. W niektórych systemach reakcja może dotyczyć specyficznych błędów popełnionych przez studenta lub komputer może zadać studentowi serię pytań dostosowanych do stanu jego wiedzy. Stosowane do tych celów oprogramowanie jest nadal najczęściej bardzo proste.
Projekt nauczania (z ang. Learning Design) odnosi się czasami do rodzajów zadań dostępnych dzięki oprogramowaniu otwartemu takiemu jak oprogramowanie LAMS, które udostępnia zadania adaptacyjne wykonywane w grupie.
System projektowania nauczania IMS Learning Design stanowi standard dla innych systemów tego typu, a IMS Level A jest wspomagany przez LAMS V2.
Pierwszym uniwersalnym systemem wspomaganym komputerowo wykorzystywanym w nauczaniu, z którego powstał e-learning, był System PLATO opracowany na Uniwersytecie Illinois w Urbana-Champaign. System Plato powstał przy współpracy firmy Control Data, która opracowała pierwsze autoryzowane oprogramowanie używane do opracowywania materiałów dydaktycznych / materiału dydaktycznego.
Oprogramowanie to nazwano Plato. Następnie Rada ds. Badań Naukowych opracowała pierwszy wspomagany komputerowo kurs matematyki dla klas 0-6. Później firma Wicat Systems stworzyła WISE – swoje pierwsze narzędzie do edycji hipertekstu napisane w Pascalu oraz opracowała program nauczania matematyki i angielskiego dla klas 0-6.
Pierwszy kompletny kurs wspomagany komputerowo (CAI) dla klas od 0-6 powstał w szkole podstawowej Waterford w Utah przy użyciu systemu Wicat. Pierwsze ogólnodostępne zajęcia wspomagane komputerowo według własnego projektu zrealizowała w Singapurze przy użyciu systemu Wicat firma Baal (później znana jako Virtual Systems) w ramach wspólnego projektu Wicat i Baal. Projekt ten zapoczątkował rozwój centrów nauczania wspomaganego komputerowo (prekursorów e-learningu) na całym świecie.